# Andreas Trotzke

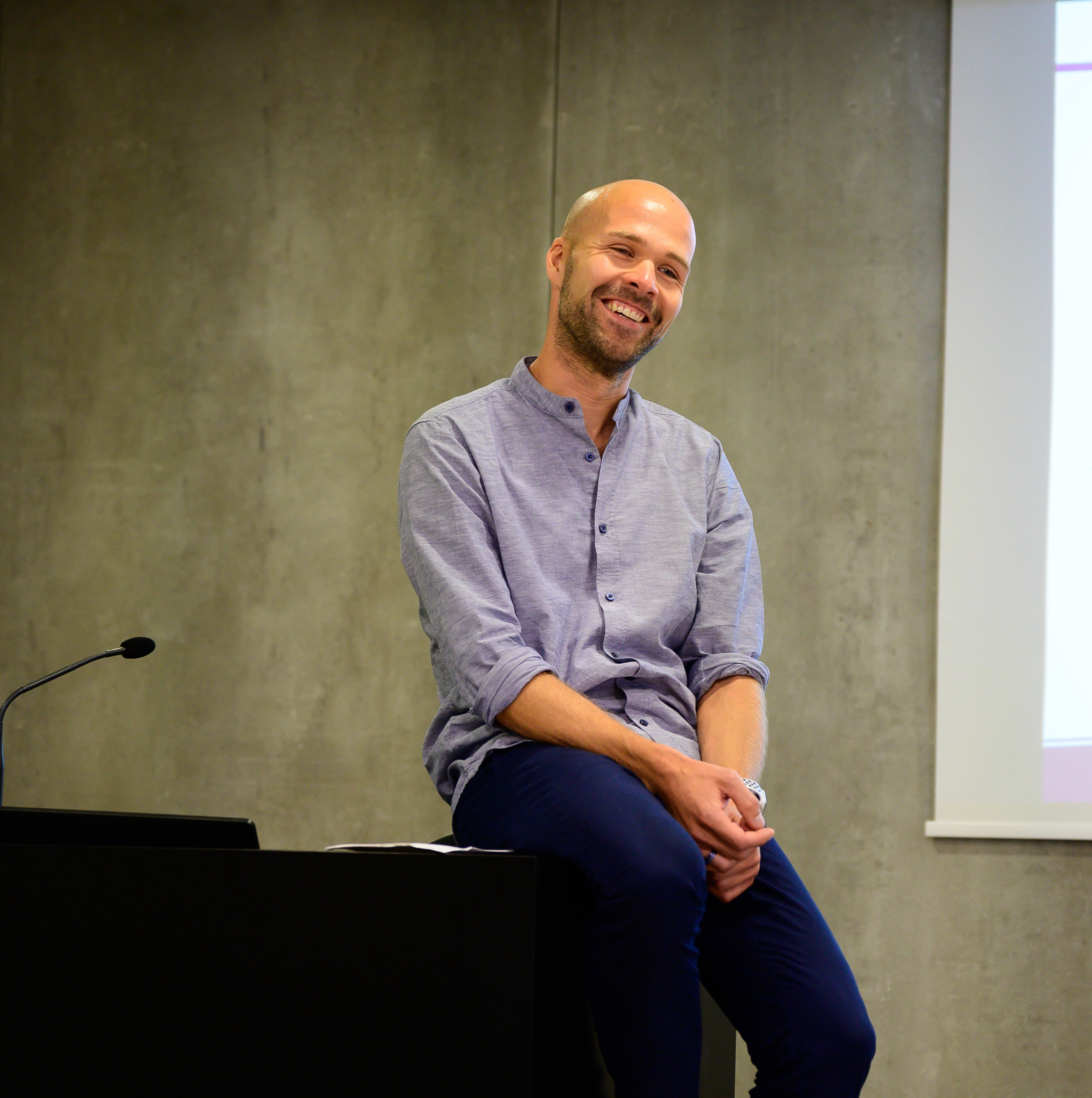
Andreas Trotzke, 2019

Andreas Trotzke (* 1983 in Duisburg) ist ein deutscher Linguist und Professor für Germanistische Linguistik an der Universität Zürich. Er ist Herausgeber der Zeitschrift Pedagogical Linguistics und vor allem durch seine Arbeiten in der Germanistischen Sprachwissenschaft sowie der Allgemeinen Sprachwissenschaft bekannt.

## Leben
Trotzke studierte ab 2003 Germanistik, Philosophie und Soziologie an der Westfälischen Wilhelms-Universität Münster und war dort wissenschaftliche Hilfskraft von Franz Hundsnurscher. Er setzte sein Studium an der Albert-Ludwigs-Universität Freiburg fort (Abschluss 2008 mit Magister Artium). 2010 promovierte Trotzke bei Jürgen Dittmann und Wolfgang Raible mit einer Arbeit zur Pragmatik der linken Satzperipherie des Deutschen zum Dr. phil. Von 2009 bis 2011 war er Lehrbeauftragter für Germanistik bei Heike Wiese an der Universität Potsdam. Von 2011 bis 2016 war er Postdoktorand bei Josef Bayer an der Universität Konstanz und habilitierte sich 2016 in den Fächern Allgemeine und Germanistische Sprachwissenschaft. In dieser Zeit war er zudem Gastwissenschaftler an der University of California, San Diego (UCSD) und dem Massachusetts Institute of Technology (MIT).
Nach seiner Habilitation erhielt Trotzke von der Deutschen Forschungsgemeinschaft (DFG) ein Forschungsstipendium für einen einjährigen Forschungsaufenthalt an der Stanford University. Danach kehrte er als apl. Professor zurück an die Universität Konstanz. Seit 2025 hat er den Lehrstuhl für Germanistische Linguistik mit dem Schwerpunkt Struktur des Deutschen an der Universität Zürich inne (Nachfolge: Christa Dürscheid).
Als Projektleiter erhielt Trotzke Forschungsförderungen der Agence nationale de la recherche (ANR), des Deutschen Akademischen Austauschdienstes (DAAD), der Deutschen Forschungsgemeinschaft (DFG) sowie des EU-Förderprogramms Horizon 2020 (COFUND scheme).
Seit 2019 ist Trotzke Herausgeber der Zeitschrift Pedagogical Linguistics (John Benjamins), von 2020 bis 2025 war er Sprecher der Lehramtsinitiative der Deutschen Gesellschaft für Sprachwissenschaft (DGfS) und seit 2021 als Vertreter der DGfS auch Mitglied im Gremium für schulgrammatische Terminologie am Leibniz-Institut für Deutsche Sprache.
Trotzke ist Marathon- und Ultramarathonläufer und engagierte sich während der COVID-19-Pandemie für virtuelle Marathonläufe.

## Auszeichnungen und Preise
Trotzke wurde mehrfach mit Gastprofessuren im Ausland ausgezeichnet. So war er 2017 International Chair 2017: Empirical Foundations of Linguistics an der Université Sorbonne Paris Cité (seit 2019: Université Paris Cité), 2018 Gastprofessor an der Universität Tromsø und der University of Chicago sowie 2018/19 Professeur invité (1re classe) an der Université de Bordeaux und dem CNRS.

## Veröffentlichungen (Auswahl)
- Mit Josef Bayer, Roland Hinterhölzl (Hrsg.): Discourse-oriented Syntax. John Benjamins, Amsterdam 2015.
- Mit Josef Bayer (Hrsg.): Syntactic Complexity across Interfaces. Mouton de Gruyter, Berlin 2015.
- Rethinking Syntactocentrism: Architectural Issues and Case Studies at the Syntax-Pragmatics Interface. John Benjamins, Amsterdam 2015.
- The Grammar of Emphasis: From Information Structure to the Expressive Dimension. Mouton de Gruyter, Berlin 2017.
- Sprachevolution: Eine Einführung. De Gruyter Studium. Mouton de Gruyter, Berlin 2017.
- Mit Tanja Kupisch (Hrsg.): Formal Linguistics and Language Education: New Empirical Perspectives. Springer, Cham 2020.
- Mit Xavier Villalba (Hrsg.): Expressive Meaning Across Linguistic Levels and Frameworks. Oxford University Press, Oxford 2021.
- Non-Canonical Questions. Oxford University Press, Oxford 2023.